# Gustavo Olivo
Gustavo de Jesús Olivo Peña (San Francisco de Macorís, República Dominicana, 24 de diciembre de 1958) es un periodista, escritor y narrador dominicano. Estudió comunicación social en la Facultad de Humanidades de la Universidad Autónoma de Santo Domingo (UASD). Ha sido redactor en las revistas Amigo del Hogar, Rumbo y ¡Ahora!, y ocupó cargos de jefe de redacción en los periódicos Hoy, El Caribe y el semanario Clave. También cofundó el portal digital Clave Digital y, posteriormente, el medio Acento.
Su obra Un hombre discreto y otras historias, recibió el Premio Nacional de Cuento José Ramón López, otorgado por el Ministerio de Cultura de la República Dominicana. Su escritura combina recursos de los géneros periodístico, policial y testimonial, y desarrolla temas relacionados con la memoria y la identidad colectiva.

## Biografía
Gustavo Olivo Peña nació el 24 de diciembre del año 1958 en la provincia de San Francisco de Macorís. Hijo de Leónidas Peña García y Justo Olivo Peña, se graduó en Comunicación Social, mención periodismo por la Universidad Autónoma de Santo Domingo. Ha desarrollado gran parte de su carrera en los medios de comunicación, en los que ha ocupado diversas posiciones, entre ellas, el puesto de jefe de redacción en los periódicos Hoy, El Caribe y Clave. En 2011 cofundó, junto con Fausto Rosario, el periódico Acento.
En 2022 su libro de cuentos, Un hombre discreto y otras historias, una obra que explora temas como la memoria, el pasado y las complejidades de la sociedad dominicana, fue galardonado con el Premio Anual de Cuentos José Ramón López por el Ministerio de Cultura.
En 2023, la Asociación de Cronistas de Arte (Acroarte) lo reconoció con el Premio al Mérito Periodístico, por su admirable trayectoria y su contribución al periodismo dominicano.